# Лесура
Ле́сура (болг. Лесура) — село у Врачанській області Болгарії. Входить до складу общини Криводол.

## Населення
За даними перепису населення 2011 року у селі проживали 820 осіб.
Національний склад населення села:
| Національність   | Кількість осіб | Відсоток |
| ---------------- | -------------- | -------- |
| болгари          | 638            | 78,3%    |
| цигани           | 173            | 21,2%    |
| інша             | 0              | 0%       |
| Всього відповіли | 815            |          |

Розподіл населення за віком у 2011 році:
Динаміка населення: